# Hermann Paar
Hermann Paar (* 4. April 1954 in Völklingen) ist ein deutscher Basketballtrainer. Paar war von März 2017 bis September 2018 Bundestrainer der deutschen Damen-Nationalmannschaft.

## Laufbahn
Paar arbeitete bis 1990 im Gesundheitswesen und dann bis 1993 für ein Medienunternehmen. Er war als Trainer in Völklingen und Düsseldorf tätig. Zwischen 1979 und 1991 war er Trainer der Herrenmannschaft der BBF Dillingen (bis 1989 als Spielertrainer) und führte diese 1990 zum Aufstieg in die 2. Basketball-Bundesliga.
1991 ging er als Trainer zum TV 1872 Saarlouis. Dort trainierte er zunächst die Damen- und die Herrenmannschaft des Vereins, konzentrierte sich dann aber auf seine Aufgabe beim Damenteam. Unter Paars Leitung gelang der Aufstieg in die Damen-Basketball-Bundesliga, 2000 schafften die Saarländerinnen erstmals den Einzug in die Playoffs und gingen in der Saison 2000/01 im europäischen Vereinswettbewerb Ronchetti-Cup ins Rennen. Neben seiner Trainertätigkeit arbeitete Paar in Saarlouis auch im administrativen und konzeptionellen Bereich.
In der Saison 2001/02 gehörte Paar zum Stab von Gold Zack Wuppertal und war dort Co-Trainer von Olaf Lange insbesondere für das Individualtraining zuständig. Wuppertal gewann in dieser Saison die deutsche Meisterschaft sowie den Pokalwettbewerb. Im Sommer 2002 war er Cheftrainer der deutschen U20-Damen-Nationalmannschaft und betreute diese bei der Europameisterschaft.
Von 2002 bis 2015 war Paar in unterschiedlichen Funktionen und Ämtern für den luxemburgischen Basketball-Verband tätig. So war er unter anderem Cheftrainer der Damen-Nationalmannschaft sowie von Junioren-Nationalmannschaften und Technischer Direktor. 2003 übernahm er als Trainer ebenfalls die Herrennationalmannschaft und war bis 2005 als solcher beschäftigt.
In der Saison 2015/16 wechselte Paar als Trainer zum deutschen Zweitligisten BG 74 Göttingen, zur Saison 2016/17 übernahm er den Trainerposten beim Bundesligisten TV Saarlouis. Im März 2017 wurde Paar zusätzlich ins Amt des Bundestrainers der deutschen Damen-Nationalmannschaft berufen. Im Dezember 2017 wurde er in Saarlouis entlassen. Zur Saison 2018/19 wechselte Paar zurück nach Luxemburg, um den Damen-Erstligisten BBC Gréngewald Hueschtert zu übernehmen. Sein Amt als Bundestrainer der deutschen Damen-Nationalmannschaft legte er im September 2018 aus gesundheitlichen Gründen nieder. Nach dem Ende der Saison 2021/22 beendete er seine Tätigkeit in Hueschtert und seine Trainerlaufbahn. 2023 wurde Paar sportlicher Berater des Damen-Bundesligisten TV Saarlouis.